# Черемша (Свердловская область)
Черемша — деревня в муниципальном округе Первоуральск Свердловской области России.

## География
Деревня расположена на берегу реки Черемши (левого притока Чусовой), на автодороге Билимбай — Дружинино, примерно в 17 километрах (по дорогам в 24 километрах) к западу от города Первоуральска.

## История деревни
Название деревня получила от русского слова «черемша» — дикий чеснок.
Деревня была основана в 1730-х годах крепостными крестьянами графа Строганова, которые выжигали древесный уголь и добывали бурый железняк для Билимбаевского завода.
В XVIII-XIX веках жители приобретали работами при заводской домне, занимались доставкой на Билимбаевский, Верх-Исетский, Шайтанский и Уткинский заводы руды и угля. Летом работали в Верхотурском уезде и в Оренбургской губернии на приисковых работах. Хлебопашеством, за неимением земли, занимались немногие; сеяли в «переменах».

## Достопримечательности
В деревне расположены: 
- Михаило-Архангельская деревянная часовня (в ветхом состоянии),
- гостиничный комплекс «Охотничий домик».

## Население
| 2002 | 2010 |
| ---- | ---- |
| 41   | ↗63  |